# Eleonora Barbara di Thun-Hohenstein
Eleonora Barbara di Thun-Hohenstein (nata Eleonore Barbara Catharina; Praga, 4 maggio o 10 novembre 1661 – Vienna, 8, 9 o 10 febbraio 1723) è stata principessa consorte del Liechtenstein dal 1718 al 1721, come moglie di Antonio Floriano.

## Biografia

### Matrimonio
Eleonora Barbara di Thun-Hohenstein nacque nel 1661 a Praga, primogenita dei conti Michael Oswald ed Elisabeth von Lodron (c. 1635-1688). Il 15 ottobre 1679 sposò il principe Antonio Floriano del Liechtenstein a Graupen.
Il 3 gennaio 1693, in quanto "ambasciatrice cesarea in Roma" al seguito del marito, non appena giunse nella capitale pontificia venne inscenato in suo onore al Teatro Tordinona il dramma Il Seleuco di Adriano Morselli, con i brani di Carlo Francesco Pollarolo.
Nello stesso anno fu la dedicataria del libro Stimulo di divotione verso la santissima Vergine e suo sacro scapolare di Arsenio di S. Antonio. Accompagnò il consorte anche durante il suo servizio diplomatico a Barcellona.

### Morte
Morì a Vienna tra l'8 e il 10 febbraio 1723, all'età di 61 anni. Venne tumulata nella Chiesa Paolina, la cui cripta fu chiusa all'inizio del XIX secolo, e la sua sepoltura è andata perduta con quella della figlia Anna Maria.

## Discendenza
Eleonora Barbara di Thun-Hohenstein e Antonio Floriano del Liechtenstein ebbero otto figli e sette figlie:
- Principe Francesco Agostino (Klösterle, 28 agosto 1680 - Klösterle, 21 maggio 1681);
- Principessa Eleonora (Klösterle, 21 dicembre 1681 - Rumburg, 12 aprile 1682);
- Principessa Maria Antonia (1683-1715);
- Principe Carlo Giuseppe Floriano (Rumburg, 25 febbraio 1684 - Rumburg, poco prima del 26 ottobre 1685);
- Principe Leopoldo Giovanni Michele (Rumburg, 29 dicembre 1685 - 16 maggio 1687);
- Una figlia (1687);
- Principe Antonio Ignazio Giuseppe (Brünn, 11 febbraio 1689 - Vienna, 24/25 dicembre 1690);
- Principe Giuseppe Giovanni Adamo (1690-1732);
- Principe Innocenzo Francesco (1693-1707);
- Principessa Maria Carolina (1694-1735);
- Un figlio (1695);
- Principe Francesco Giuseppe Gaetano (1697-1704);
- Principessa Anna Maria (1699-1753);
- Principessa Maria Anna Eleonora Cristina Sidonia Barbara (13 settembre 1700 - 1700);
- Principessa Maria Eleonora (1702-1757).

## Ascendenza
|                                           |               |                                      | Genitori                                                     |  |  | Nonni |  |  | Bisnonni                           |  |  | Trisnonni                   |  |
|                                           |               |                                      |                                                              |  |  |       |  |  | Johann Cyprian von Thun-Hohenstein |  |  | Sigmund von Thun-Hohenstein |  |
|                                           |               |                                      |                                                              |  |  |       |  |  | Johann Cyprian von Thun-Hohenstein |  |  | Sigmund von Thun-Hohenstein |  |
|                                           |               | Anna Christina Fuchs von Lebenberg   |                                                              |  |  |       |  |  | Johann Cyprian von Thun-Hohenstein |  |  |                             |  |
| Johann Sigmund von Thun-Hohenstein        |               |                                      |                                                              |  |  |       |  |  | Johann Cyprian von Thun-Hohenstein |  |  |                             |  |
|                                           |               | Anna Maria von Preysing              | Hans Peter von Preysing                                      |  |  |       |  |  |                                    |  |  |                             |  |
|                                           |               | Anna Maria von Preysing              | Hans Peter von Preysing                                      |  |  |       |  |  |                                    |  |  |                             |  |
|                                           |               | Anna Maria von Preysing              | Maria Elisabeth von Seiboltsdorf                             |  |  |       |  |  |                                    |  |  |                             |  |
| Michael Oswald von Thun-Hohenstein        |               | Anna Maria von Preysing              |                                                              |  |  |       |  |  |                                    |  |  |                             |  |
|                                           |               | Marcus Oswald von Wolkenstein        | Marx Sittich von Wolkenstein                                 |  |  |       |  |  |                                    |  |  |                             |  |
|                                           |               | Marcus Oswald von Wolkenstein        | Marx Sittich von Wolkenstein                                 |  |  |       |  |  |                                    |  |  |                             |  |
|                                           |               | Marcus Oswald von Wolkenstein        | Anna Maria von Trautson                                      |  |  |       |  |  |                                    |  |  |                             |  |
| Anna Margaretha von Wolkenstein-Trostburg |               | Marcus Oswald von Wolkenstein        |                                                              |  |  |       |  |  |                                    |  |  |                             |  |
|                                           |               | Anna Maria Khuen von Belasi          | Hans Jakob Khuen von Belasi                                  |  |  |       |  |  |                                    |  |  |                             |  |
|                                           |               | Anna Maria Khuen von Belasi          | Hans Jakob Khuen von Belasi                                  |  |  |       |  |  |                                    |  |  |                             |  |
|                                           |               | Anna Maria Khuen von Belasi          | Margaretha von Niederthor                                    |  |  |       |  |  |                                    |  |  |                             |  |
| Eleonora Barbara di Thun-Hohenstein       |               | Anna Maria Khuen von Belasi          |                                                              |  |  |       |  |  |                                    |  |  |                             |  |
|                                           | Nicolò Lodron | Paride Lodron                        |                                                              |  |  |       |  |  |                                    |  |  |                             |  |
|                                           | Nicolò Lodron | Paride Lodron                        |                                                              |  |  |       |  |  |                                    |  |  |                             |  |
|                                           | Nicolò Lodron | Barbara von Liechtenstein-Kastelkorn |                                                              |  |  |       |  |  |                                    |  |  |                             |  |
| Christoph von Lodron                      | Nicolò Lodron |                                      |                                                              |  |  |       |  |  |                                    |  |  |                             |  |
|                                           |               | Dorothea von Welsperg                | Christoph IV Siegmund von Welsperg zu Langenstein und Primör |  |  |       |  |  |                                    |  |  |                             |  |
|                                           |               | Dorothea von Welsperg                | Christoph IV Siegmund von Welsperg zu Langenstein und Primör |  |  |       |  |  |                                    |  |  |                             |  |
|                                           |               | Dorothea von Welsperg                | Eva Dorothea Lucia von Firmian                               |  |  |       |  |  |                                    |  |  |                             |  |
| Elisabeth von Lodron                      |               | Dorothea von Welsperg                |                                                              |  |  |       |  |  |                                    |  |  |                             |  |
|                                           |               | Anton zu Spaur und Flavon            | Johann Gaudenz zu Spaur und Flavon                           |  |  |       |  |  |                                    |  |  |                             |  |
|                                           |               | Anton zu Spaur und Flavon            | Johann Gaudenz zu Spaur und Flavon                           |  |  |       |  |  |                                    |  |  |                             |  |
|                                           |               | Anton zu Spaur und Flavon            | Veronika Függer                                              |  |  |       |  |  |                                    |  |  |                             |  |
| Katharina zu Spaur und Flavon             |               | Anton zu Spaur und Flavon            |                                                              |  |  |       |  |  |                                    |  |  |                             |  |
|                                           |               | Emerentia von Preysing               | Hans Peter von Preysing                                      |  |  |       |  |  |                                    |  |  |                             |  |
|                                           |               | Emerentia von Preysing               | Hans Peter von Preysing                                      |  |  |       |  |  |                                    |  |  |                             |  |
|                                           |               | Emerentia von Preysing               | Maria Elisabeth von Seiboltsdorf                             |  |  |       |  |  |                                    |  |  |                             |  |
|                                           |               | Emerentia von Preysing               |                                                              |  |  |       |  |  |                                    |  |  |                             |  |